# MediaTek

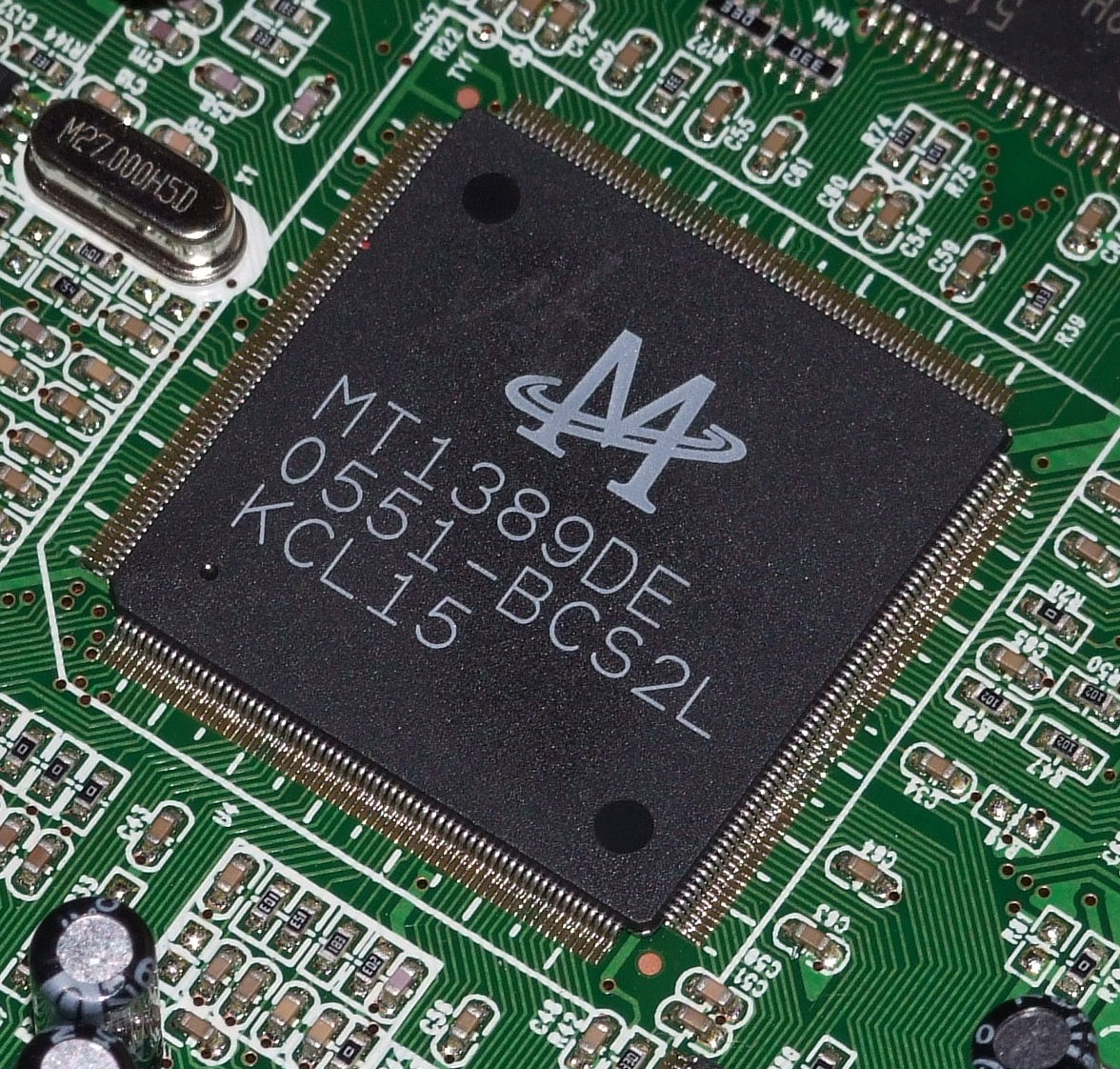
MediaTek mikrovezérlő chip egy DVD-lejátszóban

A MediaTek Inc. (kínai: 聯發科技股份有限公司; pinyin: Liánfā Kējì Gǔfèn Yǒuxiàn Gōngsī, röviden: 聯發科技), néha informálisan MTK-ként rövidítve, egy tajvani gyártókapacitás nélküli (fabless) félvezetőgyártó vállalat, amely többek között optikai lemezmeghajtók, kézi mobileszközök, például okostelefonok és táblagépek, televíziók, set-top boxok, GPS navigációs rendszerek,WLAN-routerek és Bluetooth-eszközök számára gyárt mikrovezérlőket, főként ARM-architektúrára alapozva.
Az 1997-ben alapított vállalat 2896 milliárd US dolláros forgalmával a 24. helyen állt a világ legnagyobb félvezetőgyártói között. A vállalat 2009-ben 20%-os forgalomnövekedés után a 15. helyre emelkedett a listán. 2020 harmadik negyedévében először előzte meg a Qualcommot, és 31%-os piaci részesedést ért el az okostelefonok területén. A MediaTek 2020 harmadik negyedévében első helyet ért el az okostelefonok területén, úgy, hogy a megfizethetőbb középkategóriás és alacsony árú modellek körében nagy kínálattal jelentkezett.
A MediaTek közel 60%-os piaci részesedéssel rendelkezik a televíziós áramkörök területén (2023-as adatok szerint).

## Történet
A MediaTek az 1990-es években vált ki az UMC-ből, mint gyártókapacitás nélküli (fabless) tervező cég.

## Fordítás
Ez a szócikk részben vagy egészben  a   MediaTek című német Wikipédia-szócikk ezen változatának fordításán alapul.  Az eredeti cikk szerkesztőit annak laptörténete sorolja fel. Ez a jelzés csupán a megfogalmazás eredetét és a szerzői jogokat jelzi, nem szolgál a cikkben szereplő információk forrásmegjelöléseként.